# 图姆
图姆（德語：Thum，發音：[tuːm] ⓘ）是德国萨克森州厄尔士山县的城市，面积18.9平方千米，2023年12月31日人口为4,912人。